# 克里斯蒂安·拉莫塔
克里斯蒂安·拉莫塔（德語：Christian Ramota，1973年4月14日—），德国前男子手球运动员。他曾代表德国国家队参加2004年夏季奥林匹克运动会手球比赛，获得一枚银牌。